# 長谷部広子
長谷部 広子（廣子 / ひろ / ひろ子、はせべ ひろこ、1898年（明治31年）7月22日 - 1977年（昭和52年）6月18日）は、日本の教育者、政治家。参議院議員（1期）。

## 経歴
愛知県名古屋市で親弘の長女として生まれる。愛知県第一高等女学校（現愛知県立明和高等学校）を経て、1921年、東京女子高等師範学校家事科を卒業。三重県立飯南高等女学校（現三重県立松阪高等学校）教諭に就任。名古屋市立第一高等女学校（現名古屋市立菊里高等学校）教諭に転じ、1939年、椙山女子専門学校教授に就任した。
1950年、愛知県教育委員に就任。
1953年4月24日に行われた第3回参議院議員通常選挙に、革新統一候補として名古屋市の著名女性の支援などを受けて愛知県選挙区から無所属で出馬して初当選した。同年4月5日、日本婦人団体連合会（婦団連）が設立されるが、当初の事務局は長谷部の議員就任後、私設秘書が寝起きしていた参議院議員会館の長谷部の部屋に設けられた。また、議員同期当選の市川房枝と共に、連座制強化を盛り込んだ「公職選挙法の一部を改正する法律案」を参議院に提出し、その成立を実現した。「教育に専念したい」として第5回通常選挙には出馬せず参議院議員を1期務めた。
議員退任後、椙山女学園大学教授に就任した。その他、名古屋市婦人団体連絡協議会副会長、名古屋家庭裁判所調停委員、日中友好協会常任理事、名古屋市明るく正しい選挙推進協議会副会長、愛知県地方労働基準審議会委員などを務めた。1968年秋の叙勲で勲三等宝冠章受章。
1977年6月18日死去、78歳。死没日をもって正五位に叙される。